# Понтекьянале
Понтекьянале (итал. Pontechianale) — коммуна в Италии, располагается в регионе Пьемонт, в провинции Кунео.
Население составляет 202 человека (2008 г.), плотность населения составляет 2 чел./км². Занимает площадь 94 км². Почтовый индекс — 12020. Телефонный код — 0175.
Покровителями коммуны почитаются святая равноапостольная Мария Магдалина, празднование 22 июля, и святой апостол Пётр.

## Демография
Динамика населения:

## Администрация коммуны
- Официальный сайт: http://www.comune.pontechianale.cn.it/